# Пирс, Ричард (изобретатель)
Ричард Уильям Пирс (3 декабря 1877, Темука — 29 июля 1953, Крайстчерч) — новозеландский фермер, изобретатель и авиатор.
Есть утверждения, что он сумел подняться в воздух на самостоятельно сделанном летательном аппарате тяжелее воздуха 31 марта 1903 года, то есть за девять месяцев до полёта братьев Райт. Достоверные документальные свидетельства его полёта отсутствуют, однако известно, что у него не было технической возможности развить свой аппарат до той же степени, что и братья Райт. Сам Пирс никогда не претендовал на звание первого авиатора и в интервью 1909 года утверждал, что не предпринимал попыток полёта до 1904 года.
На протяжении всей жизни он занимался фермерством, в 1911 году переехал в Милтон, в 1920 году — в Крайстчерч. С 1911 года больше не занимался полётами и уничтожил свой летательный аппарат, но изобретательством продолжал заниматься до старости, сделав в 1930-е годы, в частности, необычную машину, которая позволяла ему совершать полёты на небольшие расстояния. В последние годы жизни страдал тяжёлым душевным расстройством, опасаясь, что его изобретения найдут иностранные шпионы. В 1951 году уничтожил, как считается, большую часть своих изобретений и был помещён в психиатрическую лечебницу, где и умер два года спустя. В период его жизни деятельность Пирса была практически неизвестна, интерес к его личности в Новой Зеландии, а затем и в мире возник только с 1970-х годов.